# João Palhinha
Pour les articles homonymes, voir Palhinha.
João Maria Lobo Alves Palhinha Gonçalves, dit João Palhinha, né le 9 juillet 1995 à Lisbonne au Portugal, est un footballeur international portugais qui évolue au poste de milieu défensif au Tottenham Hotspur, en prêt du Bayern Munich.

## Biographie

### En club

#### Débuts et premiers pas au Sporting CP (2012-2017)
Formé dans les clubs locaux d'Alta de Lisboa et de Sacavenense, João Palhinha est repéré par le Sporting CP en 2012.

#### Sporting CP B (2014-2017)
Le 3 février 2014, João Palhinha débute avec le Sporting Clube de Portugal B face au Portimonense SC où il entre en jeu à la 86e minute à la place de Iuri Medeiros.
La saison suivante, en 2014-2015, il dispute 17 matchs avec l'équipe B qui évolue en deuxième division portugaise. Il inscrit son premier but le 4 avril 2015 face au Leixões SC.

#### Prêt d'un an à Moreirense (2015-2016)
Lors de la saison 2015-2016, il est prêté à Moreirense et fait ses premiers pas en première division. Il joue son premier match de Primeira Liga le 16 août 2015 face au FC Arouca.
A l'issue de cette saison, il réalise une saison complète en disputant 29 matchs de championnat.

#### Nouveau prêt d'un an à Belenenses (2016-2017)
Lors de la saison 2016-2017, il est de nouveau fois prêté, cette fois ci à Belenenses.
Il y joue 13 matchs et inscrit son premier but en D1 le 17 septembre 2016 face au Vitória Guimarães.

#### Retour au Sporting Portugal (2017-2022)
En janvier 2017, il revient de prêt au Sporting.
Le 21 janvier 2017, il joue son premier match avec l'équipe A du club lisboète face au CS Marítimo.

#### Prêt de deux ans au SC Braga (2018-2020)
A l'issue de la saison 2017-2018, il est prêté deux ans au SC Braga où il dispute 76 matchs et inscrit 6 buts.

#### Nouveau retour au Sporting Portugal (2020-2022)
De retour au Sporting Portugal, il devient un titulaire incontestable jusqu'à l'issue de la saison 2021-2022.
Sous le maillot du Sporting Lisbonne, Palhinha dispute 94 matchs et inscrit 7 buts.

#### Départ pour l'Angleterre à Fulham (2022-2024)
Le 4 juillet 2022, Palhinha signe jusqu'au 30 juin 2027 à Fulham pour un montant de 22 millions d'euros.
Pour sa première saison, il est un titulaire incontestable: il dispute 40 matchs et inscrit 4 buts.

#### Découverte de l'Allemagne avec le Bayern (2024-)
Le 11 juillet 2024, le joueur s'engage jusqu'au 30 juin 2028 avec le FC Bayern Münich pour un transfert estimé à un prix de 50M€.

### En sélection
En 2014, il est sélectionné avec le Portugal pour disputer l'Euro des moins de 19 ans qui se déroule en Hongrie. Lors de cette compétition, il joue deux matchs, contre la Hongrie et l'Autriche.
En mai 2021, il est retenu par Fernando Santos, le sélectionneur de l'équipe nationale du Portugal, pour participer à l'Euro 2020.
Le 10 novembre 2022, il est sélectionné par Fernando Santos pour participer à la Coupe du monde 2022.
En mai 2024, il fait partie de la liste des 26 joueurs convoqués par Roberto Martinez pour disputer l'Euro 2024.

## Palmarès

### En sélection
- Portugal
- Finaliste du championnat d'Europe des moins de 19 ans en 2014 avec l'équipe du Portugal des moins de 19 ans
- Vainqueur de la Ligue des nations 2025

### En club
- Sporting Portugal
  - Champion du Portugal
    - Vainqueur : 2021

  - Coupe de la Ligue
    - Vainqueur : 2021
- Bayern Munich
  - Champion d'Allemagne
    - Vainqueur : 2025

## Statistiques
| Saison                | Club                     | Championnat           | Championnat | Championnat | Coupe nationale | Coupe nationale | Coupe de la Ligue | Coupe de la Ligue | Compétition(s) continentale(s) | Compétition(s) continentale(s) | Compétition(s) continentale(s) | Coupe du monde des clubs | Coupe du monde des clubs | Supercoupe de l'UEFA | Supercoupe de l'UEFA | Total | Total |
| Saison                | Club                     | Division              | M.          | B.          | M.              | B.              | M.                | B.                | Comp.                          | M.                             | B.                             | M.                       | B.                       | M.                   | B.                   | M.    | B.    |
| 2013-2014             | Sporting CP B            | Segunda Liga          | 2           | 0           | -               | -               | -                 | -                 | -                              | -                              | -                              | -                        | -                        | -                    | -                    | 2     | 0     |
| 2014-2015             | Sporting CP B            | Segunda Liga          | 17          | 1           | -               | -               | -                 | -                 | -                              | -                              | -                              | -                        | -                        | -                    | -                    | 17    | 1     |
| 2016-2017             | Sporting CP B            | Segunda Liga          | 1           | 0           | -               | -               | -                 | -                 | -                              | -                              | -                              | -                        | -                        | -                    | -                    | 1     | 0     |
| 2017-2018             | Sporting CP B            | Segunda Liga          | 1           | 0           | -               | -               | -                 | -                 | -                              | -                              | -                              | -                        | -                        | -                    | -                    | 1     | 0     |
| Sous-total            | Sous-total               | Sous-total            | 21          | 1           | -               | -               | -                 | -                 | -                              | -                              | -                              | -                        | -                        | -                    | -                    | 21    | 1     |
| 2015-2016             | Moreirense FC (prêt)     | Primeira Liga         | 29          | 0           | -               | -               | -                 | -                 | -                              | -                              | -                              | -                        | -                        | -                    | -                    | 29    | 0     |
| 2016-2017             | CF Belenenses (prêt)     | Primeira Liga         | 13          | 1           | 1               | 0               | 4                 | 0                 | -                              | -                              | -                              | -                        | -                        | -                    | -                    | 18    | 1     |
| 2016-2017             | Sporting CP              | Primeira Liga         | 11          | 0           | -               | -               | -                 | -                 | -                              | -                              | -                              | -                        | -                        | -                    | -                    | 11    | 0     |
| 2017-2018             | Sporting CP              | Primeira Liga         | 2           | 0           | 2               | 2               | -                 | -                 | C1+C3                          | 2+1                            | 0+0                            | -                        | -                        | -                    | -                    | 7     | 2     |
| 2020-2021             | Sporting CP              | Primeira Liga         | 32          | 1           | 3               | 1               | 3                 | 0                 | -                              | -                              | -                              | -                        | -                        | -                    | -                    | 38    | 2     |
| 2021-2022             | Sporting CP              | Primeira Liga         | 27          | 3           | 3               | 0               | 3                 | 0                 | C1                             | 6                              | 0                              | -                        | -                        | -                    | -                    | 39    | 3     |
| Sous-total            | Sous-total               | Sous-total            | 72          | 4           | 8               | 3               | 6                 | 0                 | -                              | 9                              | 0                              | -                        | -                        | -                    | -                    | 95    | 7     |
| 2018-2019             | SC Braga                 | Primeira Liga         | 23          | 1           | 5               | 0               | 3                 | 0                 | -                              | -                              | -                              | -                        | -                        | -                    | -                    | 31    | 1     |
| 2019-2020             | SC Braga                 | Primeira Liga         | 27          | 2           | 2               | 0               | 4                 | 1                 | C3                             | 11                             | 2                              | -                        | -                        | -                    | -                    | 44    | 5     |
| Sous-total            | Sous-total               | Sous-total            | 50          | 3           | 7               | 0               | 7                 | 1                 | -                              | 11                             | 2                              | -                        | -                        | -                    | -                    | 75    | 6     |
| 2022-2023             | Fulham FC                | Premier League        | 35          | 3           | 5               | 1               | -                 | -                 | -                              | -                              | -                              | -                        | -                        | -                    | -                    | 40    | 4     |
| 2023-2024             | Fulham FC                | Premier League        | 33          | 4           | 1               | 0               | 5                 | 0                 | -                              | -                              | -                              | -                        | -                        | -                    | -                    | 39    | 4     |
| Sous-total            | Sous-total               | Sous-total            | 68          | 7           | 6               | 1               | 5                 | 0                 | -                              | -                              | -                              | -                        | -                        | -                    | -                    | 79    | 8     |
| 2024-2025             | Bayern Munich            | Bundesliga            | 17          | 0           | 2               | 0               | -                 | -                 | C1                             | 5                              | 0                              | 1                        | 0                        | -                    | -                    | 25    | 0     |
| 2025-2026             | Tottenham Hotspur (prêt) | Premier League        | 1           | 0           | -               | -               | -                 | -                 | C1                             | -                              | -                              | -                        | -                        | 1                    | 0                    | 2     | 0     |
| Total sur la carrière | Total sur la carrière    | Total sur la carrière | 271         | 16          | 24              | 4               | 22                | 1                 | -                              | 25                             | 2                              | 1                        | 0                        | 1                    | 0                    | 344   | 23    |